# Gnophos carbonaria
Gnophos carbonaria là một loài bướm đêm trong họ Geometridae.